# Hermanas de la Caridad bajo la protección de San Vicente de Paúl
La Congregación de Hermanas de la Caridad bajo la protección de San Vicente de Paúl (oficialmente en italiano: Sorelle della Carità sotto gli auspici di San Vincenzo de' Paoli) es una congregación religiosa católica femenina, de vida apostólica y de derecho pontificio, fundada en 1839 por el obispo italiano Giuseppe Castelli, en Novara. A las religiosas de este instituto se les conoce como hermanas de la caridad de Novara y posponen a sus nombres las siglas S.D.C.

## Historia
La congregación es el resultado de la unión de dos antiguas congregaciones de caridad. Por una parte, las Hijas de la Caridad de Grignasco, fundadas por Gerolama Cavallotta, en 1748, para la educación e instrucción cristiana de las jóvenes de Grignasco y para el servicio a domicilio de los enfermos. Por otra, en 1888, surgieron las Hijas de la Caridad de Prato Sesia con la misma finalidad, teniendo como fundador al sacerdote Cesare Arienta. En 1933, por obra de Giuseppe Castelli, obispo de Novara, presentó a los institutos una propuesta formal de unificación, con el fin de mejorar la calidad del servicio prestado a la diócesis. De ese modo, el 6 de enero de 1939 nace un nuevo instituto con el nombre de Hermanas de la Caridad bajo la protección de San Vicente de Paúl.
El instituto recibió la aprobación como congregación religiosa de derecho diocesano en 6 de enero de 1939, de parte de Giuseppe Castelli, obispo de Novara. El papa Pablo VI elevó el instituto a congregación religiosa de derecho pontificio, mediante decretum laudis del 27 de septiembre de 1977.

## Organización
La Congregación de Hermanas de la Caridad bajo la protección de San Vicente de Paúl es un instituto religioso de derecho pontificio y centralizado, cuyo gobierno es ejercido por una superiora general. Hace parte de la Familia vicenciana y su sede central se encuentra en Novara (Italia).
Las hermanas de la caridad viven según el modelo de vida establecido en sus propias constituciones, beben de la espiritualidad y obra de Vicente de Paúl y se dedican a la educación e instrucción cristiana de la juventud (colegios y catequesis) y a la asistencia de los huérfanos y enfermos. En 2017, el instituto contaba con 142 religiosas y 21 comunidades, presentes en Brasil, Burundi, Yibuti, Francia, India, Italia y Sudán del Sur.